# Подія Ломагунді
Подія Ломагунді — різке зростання ізотопу {\displaystyle {\ce {^13C}}} в раньопротерозойську еру.
Вважається, що киснева атмосфера на Землі утворилася завдяки життєдіяльності ціанобактерій. Спочатку весь кисень, який вони виробляли, йшов на окислення поверхневих гірських порід, газів атмосфери і сполук, розчинених в морській воді (в першу чергу — закисного заліза). Близько 2,45 млрд років тому процес окислення в цілому завершився, і вільний кисень почав накопичуватися в атмосфері. Цей процес називають кисневою революцією. Темпи зростання рівня кисню в атмосфері в період кисневої революції були дуже високими, і приблизно за 300 млн років цей рівень досяг сучасного, після чого пішов на спад.
Цікаво, що практично паралельно з киснем змінювалася геохімія ще одного найважливішого елемента — вуглецю: змінився його ізотопний склад. Приблизно через 100 мільйонів років після початку кисневої революції в карбонатних відкладах фіксується різкий ріст вмісту ізотопу {\displaystyle {\ce {^13C}}}, а після її завершення відбувається повернення ізотопного відношення вуглецю до вихідного рівня. Різке зростання ізотопу 13С в раньопротерозойську еру отримало назву «подія Ломагунді».

## Походження
Вперше ізотопна аномалія вуглецю була виявлена в палеопротерозойських доломітах формації Ломагунді в Зімбабве.(M. Schidlowski et al., 1976. Carbon isotope geochemistry of the Precambrian Lomagundi carbonate province, Rhodesia)